# 사누키쓰다역
사누키쓰다역(일본어: 讃岐津田駅)은 일본 가가와현 사누키시에 위치한 시코쿠 여객철도 고토쿠 선의 철도역이다. 역 번호는 T15이며, 상대식 · 섬식의 형태를 합친 2면 3선 구조의 복합 승강장을 가진 지상역이다.

## 이용 현황
| 승차 인원 추이 | 승차 인원 추이 |
| 연도           | 1일 평균       |
| -------------- | -------------- |
| 2008           | 566            |
| 2009           | 540            |
| 2010           | 512            |
| 2011           | 514            |

## 역 주변
- 국도 제11호선
- 사누키 시청 쓰다 지소
- 가가와 현립 쓰다 병원

## 역사
- 1926년 3월 21일 : 개업.
- 1987년 4월 1일 : 일본국유철도 분할 민영화에 의해, 시코쿠 여객철도가 승계.
- 2010년 9월 1일 : 무인화.

## 인접 역
| 시코쿠 여객철도           | 시코쿠 여객철도 | 시코쿠 여객철도           |
| ------------------------- | --------------- | ------------------------- |
| T 16 간자키 다카마쓰 방면 | 고토쿠 선       | 쓰루와 T 14 도쿠시마 방면 |